# Лейшнерська обсерваторія
Лейшнерська обсерваторія (англ. Leuschner Observatory), яка спочатку називалася Студентська обсерваторія (англ. Students' Observatory) — астрономічна обсерваторія, спільно керована Університетом Каліфорнії в Берклі та Державним університетом Сан-Франциско. Обсерваторія була побудована в 1886 році на кампусі в Берклі. Протягом багатьох років нею керував Армін Отто Лейшнер, на честь якого в 1951 році обсерваторія й була перейменована. У 1965 році обсерваторія переїхала до свого теперішнього приміщення в Лафайєті, приблизно в 16 км на схід від кампусу Берклі. Факультет фізики й астрономії Державного університету Сан-Франциско є партнером обсерваторії з 2012 року.
Обсерваторія має два діючих телескопи. Один — 30-дюймовий (76 см) оптичний телескоп, оснащений ПЗЗ-матрицею для спостережень у видимому світлі та інфрачервоним детектором, який використовується для інфрачервоної астрономії. Інший — 3,7-метрова радіоантена, яка використовується для курсу радіоастрономії для студентів.
Обсерваторія використовувалася для проведення професійних астрономічних досліджень, таких як визначення орбіти малих тіл Сонячної системи на початку 1900-х років і дослідження наднових у 1980-х і 1990-х роках. Він також слугував основним інструментом у навчанні аспірантів і студентів Університетом Каліфорнії в Берклі.

## Історія

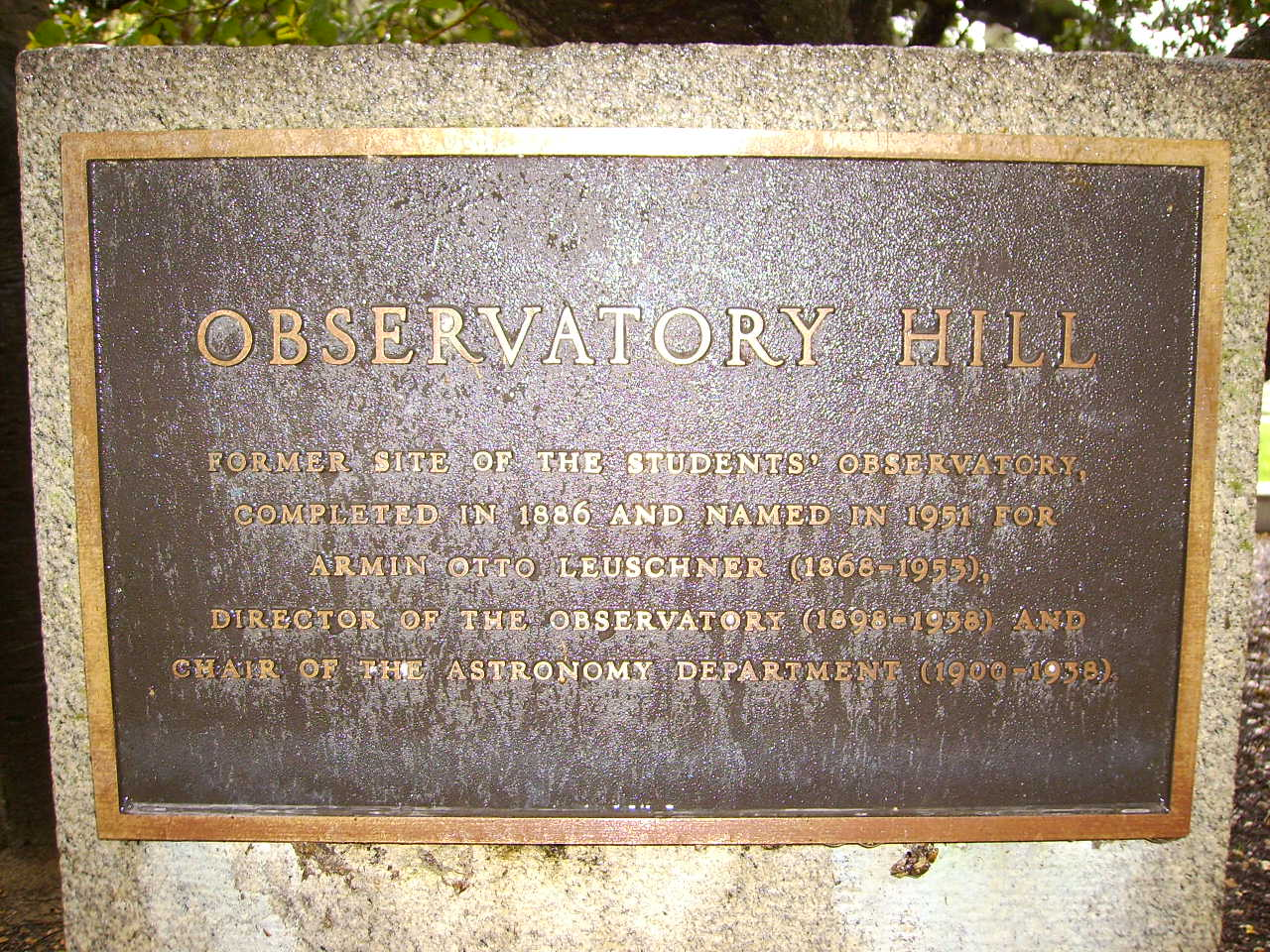
Табличка на місці початкової Студентської обсерваторії

Студентська обсерваторія була побудована в 1886 році в університетському містечку Берклі з метою забезпечення практичного навчання інженерів-будівельників. Первинне фінансування було надане Легістратурою штату Каліфорнія. Дуже швидко Студентська обсерваторія стала розглядатися як навчальний майданчик для студентів, які вивчають астрономію, щоб вони були краще підготовлені до подальшого використання можливостей Лікської обсерваторії. Це сприяло розділенню факультетів цивільного будівництва та астрономії в середині 1890-х років, коли Студентська обсерваторія стала місцем розташування кафедри астрономії Університету Каліфорнії в Берклі.
У 1898 році Арміна Отто Лейшнера було призначено директором Студентської обсерваторії, і він обіймав цю посаду до свого виходу на пенсію в 1938 році. За цей час обсерваторія стала центром обчислення орбіт комет, малих планет і супутників. Астроном Саймон Ньюкомб сказав, що Лейшнер організував відділ і обсерваторію як «ретельну школу астрономії, […] кращої за яку […] немає». Після його відставки обсерваторією керувала низка відомих астрономів, у тому числі з 1950 по 1959 роки уродженець України Отто Струве, а з 1959 по 1964 роки — Луїс Хеньї, дослідник треків Хеньї. У 1951 році регентами Каліфорнійського університету Студентська обсерваторія була перейменована на Лейшнерську обсерваторію на честь її колишнього директора. Лабораторія космічних наук, яка займається пошуком позаземних цивілізацій, почала роботу в 1960 році в Лейшнерській обсерваторії, поки в 1966 році не було завершено будівництво її власної будівлі на пагорбах Берклі.
У 1965 році обсерваторію перемістили на схід від університетського кампусу Берклі на пагорби Лафайєта, де їй виділили 1,15 км2 у Расселівській резервації. У 1968 році обсерваторія була оснащена новим 30-дюймовим (76 см) телескопом Річі-Кретьєна, побудованим Тінслівськими лабораторіями. Відтоді обсерваторія використовувалася як полігон для різноманітних експериментів та інструментів. Попередник Кацманівського автоматичного фотографічного телескопа був випробуваний в Лейшнерській обсерваторії на початку 1990-х років, а на початку 2000-х років тут був представлений перший прототип телескопів, що використовуються в Алленівському телескопічному масиві. 30-дюймовий телескоп продовжує регулярно використовуватися для навчання студентів-астрономів, тоді як 20-дюймовий телескоп виведений з експлуатації та знаходиться в аварійному стані. У 2012 році факультет фізики та астрономії Державного університету Сан-Франциско купив 30-дюймовий телескоп. Співробітники Державного університету Сан-Франциско та Університету Каліфорнії в Берклі спільно відремонтували та модернізували двигуни та систему керування більшого телескопа.

## Інструменти

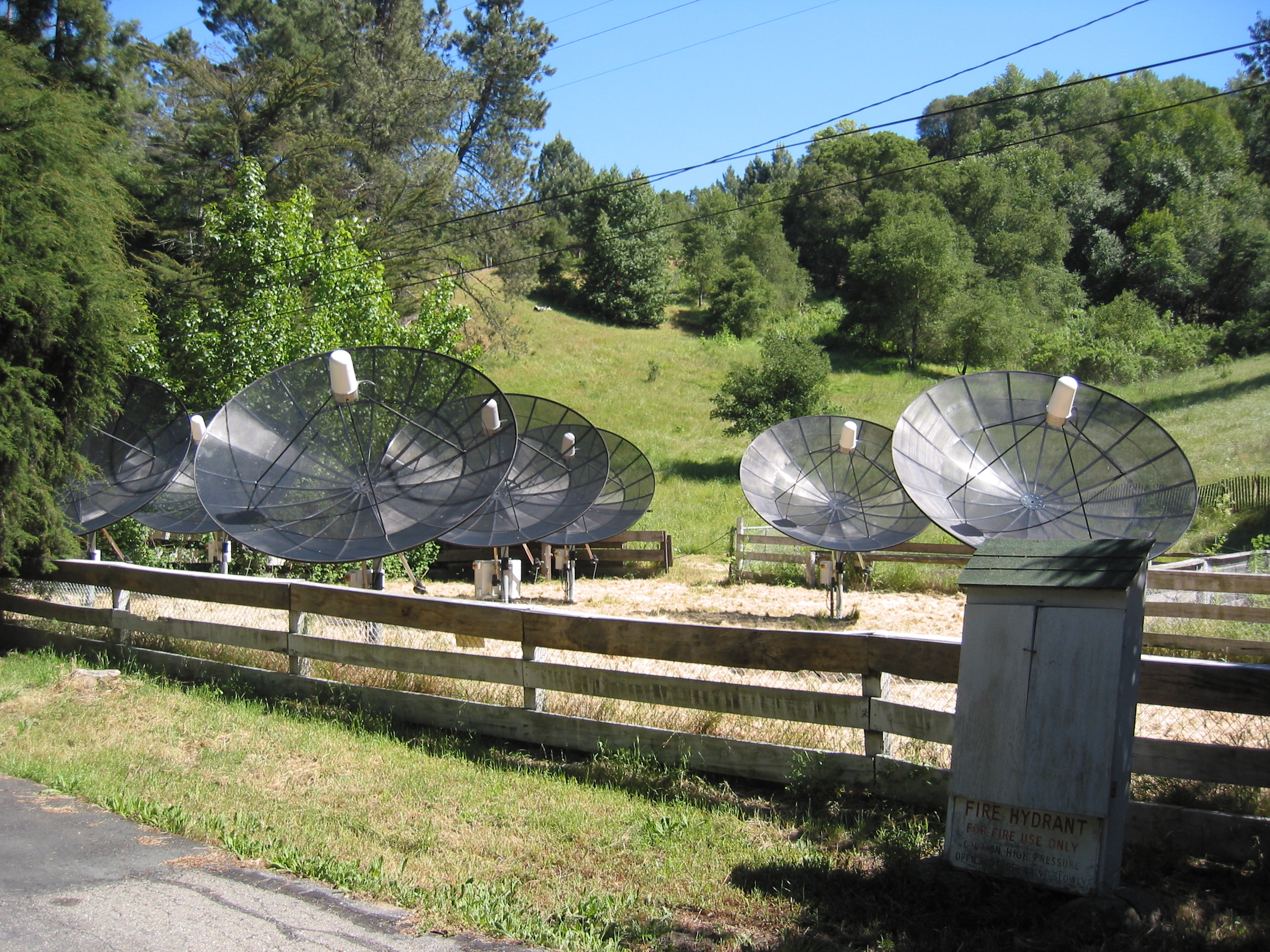
Rapid Prototype Array в Лейшнерській обсерваторії.

### Оптичний/інфрачервоний
Лейшнерська обсерваторія містить два оптичних телескопи — 30-дюймовий (76 см) і 20-дюймовий (51 см). Станом на 2010 рік, 20-дюймовий телескоп був непридатний для використання, а 30-дюймовий телескоп модернізовувався. 30-дюймовий телескоп має систему Річі-Кретьєна та оснащений пристроєм із зарядовим зв'язком для спостережень у видимому світлі та інфрачервоним детектором, виготовленим у 2000 році для створення інфрачервоного лабораторного курсу для студентів університету Берклі. Обидва оптичні телескопи також оснащені системами керування, які дозволяють проводити спостереження автоматично, з мінімальним людським втручанням.

### Радіо
У Лейшнерській обсерваторії є радіотелескоп діаметром 3,6 м. Телескоп був одним із прототипів Алленівського телескопічного масиву, випробуваних в Лейшнерській обсерваторії, і відтоді використовувався для радіоастрономічних лабораторних робіт студентів. Телескоп працює в діапазоні 1320—1740 МГц і використовує 8192-елементний спектрометр зі спектральною роздільною здатністю близько 1,5 кГц і смугою пропускання 12 МГц. Робочий діапазон дозволяє використовувати його для спостереження радіолінії водню 21 см, а також гідроксильних ліній астрофізичних мазерів.

## Дослідження та відкриття

### Визначення орбіти
Дослідження в Студентській обсерваторії під керівництвом Лейшнера були зосереджені в основному на астрометрії з метою визначення орбіт нововідкритих комет. Коли Клайд Томбо повідомив про відкриття Плутона в 1930 році, Лейшнер почав спостерігати за ним за допомогою інструментів Студентської обсерваторії, щоб визначити його орбіту. За кілька місяців після його відкриття Лейшнер вперше поставив під сумнів статус Плутона як планети, припустивши, що він може бути великим астероїдом, планетою чи кометою. Використовуючи кілька тижнів спостережень у Студентській обсерваторії, він і його студенти Фред Уіпл і Е. Бауер визначили елементи орбіти Плутона та оцінили, що його маса не перевищує половини маси Землі. Ця означало, що Плутон був недостатньо масивним, щоб бути Планетою X, яка, як припускалось, викликала розбіжності між передбачуваною та спостережуваною орбітою Нептуна.

### Наднова
Деякий час в обсерваторії проводились два автоматизовані дослідження наднових. Берклівський автоматизований пошук наднових (Berkeley Automated Supernova Search) використовував 30-дюймовий телескоп для сканування неба щоночі в пошуках наднових. Проєкт очолював Сол Перлматтер, який пізніше очолив Supernova Cosmology Project та отримав за нього Нобелівську премію з фізики. Пошук наднових Лейшнерської обсерваторії (Leuschner Observatory Supernova Search, LOSS) розпочався в 1992 році, оскільки автоматичний телескоп Берклі (Berkeley Automated Imaging Telescope, BAIT) також шукав наднові під керівництвом Алекса Філіппенка. Обидва проєкти з пошуку наднових використовувалися як випробувальні майданчики для автоматизованих пошуків в інших обсерваторіях. На зміну BAIT з часом прийшов автоматичний телескоп Кацмана, розташований в Лікській обсерваторії. Поки LOSS працював у Лейшнерській обсерваторії, він виявив наднові SN 1992bt, SN 1993G, SN 1993R, SN 1993X, SN 1993Z, SN 1994D та SN 1994ae.
30-дюймовий телескоп також використовувався як частина програми Hands-On Universe, яка дозволяла учням початкової та старшої школи подавати запити на телескопічні спостереження. Наприкінці березня 1994 року на замовлення двох учнів середньої школи в Ойл-Сіті, штат Пенсільванія, провели спостереження галактики Вир. Коли через кілька днів астрономи відкрили наднову SN 1994I у галактиці Вир, виявилося, що Лейшнерська обсерваторія отримала її перше зображення і взагалі одні із найбільш ранніх даних про криві блиску наднових.

### SETI
Лейшнерська обсерваторія також є місцем проведення оптичного експерименту з пошуку позаземних цивілізацій під керівництвом астронома Каліфорнійського університету в Берклі Дена Вертімера. Програма складається з цілеспрямованого пошуку яскравих імпульсів короткої тривалості навколо 2500 найближчих зір за допомогою автоматизованого 30-дюймового телескопа.

### Маффей 1 і 2
У 1968 році італійський астроном Паоло Маффей повідомив про спостереження двох дивних об'єктів. Він використовував 30-дюймовий телескоп у Лейшнерській обсерваторії, щоб вперше визначити ці два об'єкти як еліптичні галактики. Згодом ці два об'єкти були названі Маффей 1 і Маффей 2. Визначаючи природу об'єктів, астрономи зрозуміли, що вони є дуже близькими об'єктами, можливо, навіть належать до Місцевої групи. Хоча зрештою членство в Місцевій групі було виключено, Маффей 1 тепер визнано найближчою великою еліптичною галактикою.

### Немезида
У 1984 році палеонтологи Девід Рауп і Джек Сепкоскі припустили, що події вимирання видів на Землі мають періодичну тенденцію. Річард Мюллер, професор фізики в Берклі, був частиною групи, яка припустила, що Сонце має невидиму зорю-супутник, яка спричиняє таку періодичність, і цей гіпотетичний супутник отримав назву Немезида. Мюллер уже брав участь в автоматизованих пошуках наднових, і почав пошуки Немезиди за допомогою оптичних телескопів Лейшнерської обсерваторії.